# Diaphorus trivittatus
Diaphorus trivittatus är en tvåvingeart som beskrevs av Van Duzee 1915. Diaphorus trivittatus ingår i släktet Diaphorus och familjen styltflugor. Inga underarter finns listade i Catalogue of Life.